# 氷見市役所
氷見市役所（ひみしやくしょ）は、富山県氷見市の行政を執行する機関である。日本初である、廃校となった高校の体育館を中心にリノベーションした庁舎で知られる。
本項目においては、前身となる氷見町役場についても記述する。

## 歴史

### 氷見町役場
1871年（明治4年）4月に戸籍法が制定されたことから、当時金沢県射水郡にあった氷見地域においても戸籍区の制定とその事務責任者である戸長の設置が行われた 。この当時、大区小区制のもと、所属する県や区は変わるものの、戸長は一般行政吏の役目も果たしていた。
1878年（明治11年）7月、大区小区制が廃止され郡区町村編制法が制定されたことにより、町村が自治団体として認められる。この際に設置された戸長役場が氷見町役場の源流である。当時氷見町および氷見地域が所属していた石川県においては、一町村ごとに戸長役場と町村会を設置することが基本とされていたが、費用がかかることから複数町村で1つとする連合町村が一般的となる。富山県が石川県から独立したのちには、戸長が官撰となるとともに連合村が再編成され、後の氷見町域では氷見中町外六か村戸長役場と氷見御座町外十か村戸長役場の2つ、そのほかの氷見地域には窪村、宇波村、阿尾村などの14つの戸長役場が設置された。
1889年（明治22年）4月1日に町村制が施行されたことに伴い、各町村に一定の資力をもたせるために合併が進められ、氷見地域は先の連合村の規模をもとに 氷見町と20の村となる。当初、氷見町役場は中町の光禅寺に間借りする形で設置されたが、大正天皇の御大礼を記念し町名変更などを行ったこととあわせて、1920年（大正9年）に中町に庁舎を新築している。

#### 氷見町大火
台風が襲来中の1938年（昭和13年）9月6日、午前0時ごろに氷見町下伊勢より火災（氷見町大火）が発生した。出火場所は狭隘道路の先にある上に水の利も悪く、更に風上であったことから、氷見町南部の8割9分、加えて延焼した北部もあわせて1500戸以上の建物が全焼する大火となった。この火災により、当時中町に所在していた 氷見町役場も町ごと全焼してしまったため、被災地の北側にあり被害を免れた新町の今町小学校内の託児所に仮役場を設置した。町役場においては、火がおさまらないと見るや加納の神社の土蔵へ重要書類の搬出を始めたが、役場付近に飛び火があったことから残りの書類については役場の土蔵に納めることが精いっぱいであった。結局、この土蔵も焼け落ちてしまい、同年10月4日の官報においては大正元年以前のほとんどの除籍簿を焼失したことに伴う告示がなされている。氷見町では、大火後に区画整理を行うとともに、庁舎を再び中町に建設した。

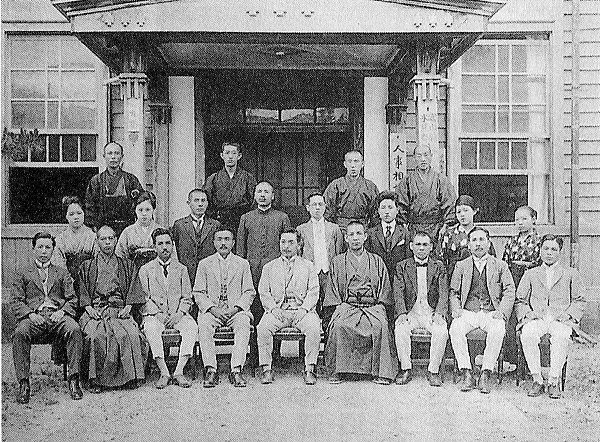
1926年の氷見町役場と吏員
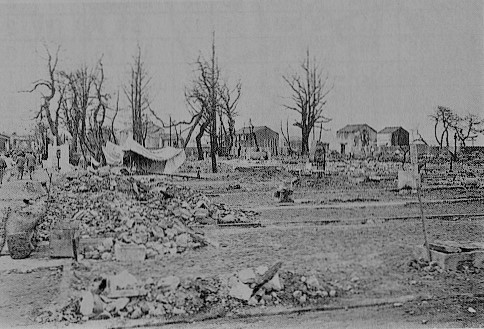
氷見町大火後の町役場付近
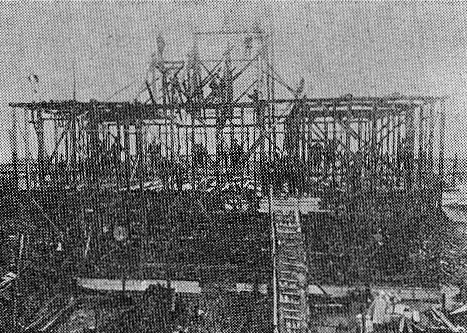
再建された氷見町役場のたてまい
再建された氷見町役場

### 初代氷見市庁舎

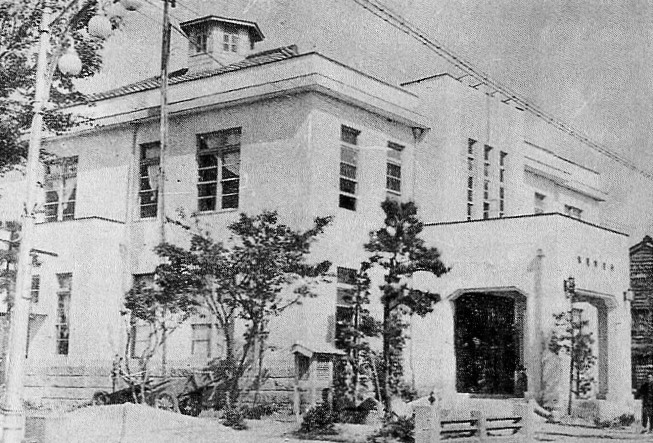
初代氷見市庁舎

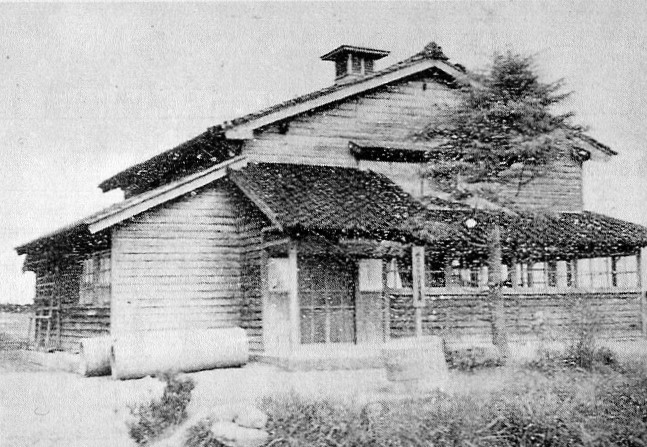
支所の1つであった旧宮田村役場

1940年（昭和15年）に加納村及び稲積村を編入したのち、戦後、1952年（昭和27年）8月1日に碁石村・八代村・余川村を編入したことで氷見町は市制を施行し、氷見市となった。市役所としては、先の大火の後再建された氷見町役場が利用され、初代氷見市役所庁舎となる。この当時の氷見市は氷見郡を南北に分断する形で成立していた が、後に氷見郡の20村のうち、太田村を除いて1954年（昭和29年）4月1日までに氷見市に編入され、同時に氷見郡は消滅する。これに伴い、氷見町時代に合併された加納村と稲積村を除く旧村役場は氷見市役所支所とされたが、事務の統一と組織の合理化・簡易化を図り、1955年（昭和30年）には出張所、1958年（昭和33年）には連絡所に格下げされた。更に、戸籍・諸証明などの連絡事務を農協に委託する形で1960年（昭和35年）8月25日に八代・碁石・仏生寺・久目・女良を除く12の連絡所を廃止し、残る連絡所も1963年（昭和38年）4月1日の八代・碁石の廃止、そして1965年（昭和40年）4月1日の仏生寺・久目・女良の廃止をもって全廃された。
20村を加えての併合を行ったことにより、旧氷見町役場の規模では狭隘となったことから、1956年（昭和31年）、2階建て庁舎の増築工事を着工した。しかし、本庁の人員増加もあって、翌年度に3階建に設計を変更、庁舎の北側に鉄筋コンクリート構造の別館を増築する。ただ、前述のような旧村役場を利用した支所などの廃止と、行政への需要を増す当時の時勢は庁舎で処理するべき業務をますます増大させ、更に庁舎の老朽化も甚だしかったことから本庁舎建て替えの機運が高まった。こうして、別館を残し、本庁舎は同地に建設された2代目庁舎に業務を引き継いだ。

### 2代目庁舎

2代目建設以前の別館

2代目となる氷見市役所庁舎は、1966年（昭和41年）、佐藤武夫建築設計事務所に設計を依頼し、翌年3月より工事を開始、1968年（昭和43年）7月1日に関係者を招いての落成式を行った。総事業費は約2億5000万円、庁舎は、新築5階建ての本館と、模様替えを行った別館で構成されていた。
建物はピロティ構造で、2階が正面玄関となっている。また、9人乗りエレベーターが2基備えられている。1995年（平成7年）7月26日未明、テーブルタップの絶縁劣化によって別館2階で火災が発生したが、被害は軽微であり、当日は日曜日であったことから翌日には通常業務が行われた。1995年(平成7年)より、市役所玄関にキットちゃんをデザインした、ブリの漁獲高を示す掲示板を設置。
この庁舎は、別館が築50年を超える2014年（平成26年）までの長期にわたり利用された。
移転前の配置は以下の通り。
| 階  | 本館 | 別館                                                  |
| --- | --- | ----------------------------------------------------- |
| 5階 | 議場 議長室 議員控室 議会事務局 委員会室                                                                            |                                                       |
| 4階 | 市長室 副市長室 企画政策課 地域協働課 漁業交流施設整備推進室 総務課 財務課 病院事業管理室 監査委員事務局 市政記者室 |                                                       |
| 3階 | 環境課 農林課・農業委員会事務局 税務課 商工観光戦略課 水産振興課                                                    | 建設課                                                |
| 2階 | 福祉課 市民課 会計課 指定金融機関                                                                                   | 都市計画課 能越自動車道対策室 職員労働組合事務所 売店 |
| 1階 | 書庫 印刷室 | 財務課財産管理担当（車両） 警備員室                   |

商店が並ぶ中心部に位置していたこともあり、庁舎が確保している駐車場は借地を合わせても約70台分しかなく、庁舎で大勢の人が集まる会議やイベント等を開催することができなかった。それだけでなく、この借地は複数箇所に分かれていたために、選挙の期日前投票時や申請等来庁者が多い年度末・年度始においては、満車となったり、空きを探すためにこれらの場所を巡ったりと、なかなか駐車できない状況も発生していた。こうして利用者用の駐車場が不足している状況にあって、必然的に職員用駐車場も確保できなかった。また、バリアフリーについても、前述の通り玄関が2階にある上、エレベーターも利用しにくい位置にあったために、対応ができなかった。業務を行うにあたっても、長期間使用されるうちに庁舎は再び手狭となったため、一部の課は本庁舎以外の3か所に分散し、公文書も市庁舎書庫以外に教育文化センターなど3か所にわけて納められていた。阪神・淡路大震災後の1995年（平成7年）5月に実施された耐震診断では、同程度の地震に備えるためには、部屋の中に補強壁や100箇所もの筋交いを入れるなどの工事が必要と判定されたが、多額の費用がかかるうえ、更に庁舎の使用スペースが減少するために見送られた。
2011年（平成23年）10月、東日本大震災をうけて、再び市庁舎の耐震診断調査が開始される。この庁舎は元々、新耐震基準制定以前の建築であり耐震性能の保証が低かったことに加え、築50年前後と老朽化が進んでおり、翌2012年（平成24年）3月に交付された耐震診断書では、耐震指標Is値が本館で最小0.23、別館で最小0.30といった結果であった。自治体庁舎は、緊急時に被災地の中にあって指揮を執るためIs値0.75を基準としており、氷見市庁舎の結果はそれを満たすどころか、震度6強クラスの地震によって倒壊、又は崩壊する危険性が高いことを示す数値であった。この際、本館については基礎支持力が弱く、重量が増加する補強が行えないことも示されている。
後述するような経緯での移転を経て、2014年（平成26年）5月2日の市庁舎さよならセレモニーをもって、その業務を終えた。

### 防災問題と移転・設計
元々、市においても市庁舎の耐震能力の低さは指摘されていたが、氷見市は公債費や将来の負債の割合が高いなど決して財政的に豊かではなく、公共施設の防災にかけられる費用には限りがあった。そのため、財政上の優遇制度があった市内小中学校等の施設では工事が行われたものの、補助金が欠けていた市庁舎については具体的な策が示されてこなかった。更に、市庁舎を含む氷見市の中心部は海沿いの平地に位置していることから、2011年（平成23年）に県が発表した富山県津波シミュレーション調査結果において、市役所が糸魚川沖地震の際の津波浸水想定区域内に存在することが判明する。最悪の場合、地震発生の12分後に高さ4.6mの津波が到達することが指摘され、耐震工事あるいは同地での建て替えを行い、地震による被害を抑えられたとしても、津波により被災し、防災拠点としての役割が担えない恐れが明らかとなった。とはいえ、土地収用を伴う庁舎の移転・新設、更にそれに付随して前述の問題の解決も行うとなると、その予算はおよそ20億から30億円になると考えられ、氷見市にとっては厳しい見積もりであった。
その一方、東日本大震災においては、被災地での庁舎や議会・書類の損傷・消失、また首長や職員の被災による行政機能の麻痺が生じ、倒壊の恐れがあった福島県庁では、全職員が庁舎から避難し機能不全に陥ったりと、緊急時における自治体・自治体庁舎の重要性が再認識されはじめる。このため、国は2011年（平成23年）12月2日に東日本大震災からの復興に関し地方公共団体が実施する防災のための施策に必要な財源の確保に係る地方税の臨時特例に関する法律を制定して、「防災対策事業のうち、東日本大震災を教訓として全国的に緊急に実施する必要性が高く、即効性のある防災、減災のための事業のうち、住民の避難、行政・社会機能の維持及び災害に強い街づくりに資する地方単独事業等」を対象とする緊急防災・減災事業債を開始した。この対象としてあてはまるのは、
- 大規模災害時の防災・減災対策のために必要な施設の整備
- 大規模災害に迅速に対応するための情報網の構築
- 津波対策の観点から移転が必要と位置付けられた公共施設等の移転
- 消防広域化事業
- 地域防災計画上に定められた公共施設等の耐震化

の5項目のいずれかであり、前述の津波シミュレーションの結果より、氷見市庁舎の移転が3番目の項目に該当することが期待された。この緊急防災・減災事業債では、他の事業債と異なり一般財源を必要とせず地方債の充当率が100%である上、その地方債のうち70%、つまり事業全体の70%が地方交付税交付金として国から充当されることになる。これによって、これまで財源問題から難しいと考えられていた移転も現実味を帯び、2012年（平成24年）6月22日、氷見市議会は全議員をもって構成される市庁舎整備検討特別委員会を設置、方針について検討を開始するに至った。

#### 移転場所の選定
方針としては、移転を行わない場合を含め、以下の7パターンが想定された。
- (1) 耐震補強をせずに現庁舎を当面継続使用
- (2) 現庁舎を耐震補強
- (3) 現在地で新築
- (4) 旧市民病院建物を改修して再利用
- (5) 旧市民病院敷地で移転新築
- (6) 旧有磯高校校舎を改修して再利用
- (7) 旧有磯高校体育館を改修して再利用

このうち、種々の問題を抱える中で、これ以上現状維持をつづける(1)には限界があると判断され、何らかの施策を行うこととなった。残る候補のうち、同じ場所で改築・新築を行う(2)、(3)については、津波問題や駐車場問題を解決することができず、更に工事に伴い仮庁舎の整備及び移転が必要であった。また、新築である(3)、(5)、更に改築ではあるものの、それに伴い13億円以上の補助金の返還を必要とする(4)について、初期投資が高く、財源確保の見通しが困難であることが指摘された。こうして、課題を解決することができ、初期投資も低いことから(6)及び(7)、旧有磯高校を活用する形での移転に絞られることとなった。
富山県立有磯高等学校は、一学年3クラス以下の小規模校であったことから、2008年（平成20年）に県立高校再編の対象校となり、2012年（平成24年）3月3日に市内の氷見高校と統合し閉校していた。この場所は、他の公共機関にも近接しており、国道415号線に面し国道160号・能越自動車道とも近接しているなど防災拠点機能の面でも優れている。ただし、実際に市庁舎として利用するとなると、校舎は改修に必要な費用こそ若干低いものの、校舎自体が1966年（昭和41年）竣工と築50年近く耐用年数が短いこと、また構造自体も教室を中心とした高校校舎としての特徴ゆえ、回廊型で配置計画の自由度が低く、利用者の利便性を向上することは難しいと判断された。
一方、雪国である富山県の高校にあって、有磯高校はピロティを備えた2つの体育館をもっており、更に積雪に備える充分な強度も確保されていた。また、第一体育館は1991年（平成3年）築、第二体育館は1996年（平成8年）築と、新耐震基準のもと数十年は利用できる状態であり、内部も広い無柱空間であったことからある程度の設計の自由さがあった。駐車場問題についても、不要となる校舎の解体により確保できる。
こうして、(7)の採用が決定し、2012年（平成24年）10月、氷見市議会臨時会において市庁舎を移転する「市役所設置条例」とそれに伴う一般会計補正予算が可決された。

#### 設計
体育館は、前述の通り仕切りがなく広い点では市役所への転用に向いていたが、その一方で第二体育館の天井は高さ9mを越し、空調効率が著しく悪いにもかかわらず、強度面で新たな低い天井を設けることはできなかった。そうした中、2012年（平成24年）12月に氷見市は庁舎移転に伴う設計・工事について公募型プロポーザルを実施、軽量テント幕を用いて船底状の天井を設けることで気積を40%カットする設計案を提示した山下・浅地設計共同企業体の案が採用された。このテント幕は両者の問題を解決できるうえ、自然光の採光を確保することができる。なお、第一体育館側については、高い天井を必要とする議場が入ったことから、こうした構造は設けられていない。
2013年（平成25年）、これまで氷見市長を務めていた堂故茂が、参議院出馬に伴い4月1日付で辞職、後任に本川祐治郎が就任した。そして、彼自身がファシリテーターとなり、同年6月から10月にかけて4回の「新市庁舎デザインワークショップ」が行われた。ここでは、「世田谷トラストまちづくり」の協力のもと、寸劇や模型、また設計を体感するために体育館内に実際にパーテーションや段ボール・パイロン等を用いて空間を作成するなどの活動が行われた。こうして、対話を行った「使い手としての専門家」である市民からの意見を反映し、有磯高校の記憶を残すため、かつての教室の扉のパーテーションとしての再利用や、不要となった階段手すりを材料としたベンチ、元黒板のテーブル作成などが行われた。2つの体育館を利用した庁舎に収まらない一部の機能は、耐震工事を施工した上で体育館に隣接した旧校舎を利用することになっていたが、こうした経緯もありこの棟は学校らしさを残した形になっている。更に、氷見らしさを感じる庁舎設計として、各所に氷見市の特産品や祭りなどを中心とした写真・デザインを採用 し、市議会には氷見産のスギ材を利用することとなった。また、第一体育館の日当たりのよい場所について、当初は市長室を設置予定であったが、市民の声によって意見をやりとりできる協働スペースとなるなど、設計変更も行われた。こうしたことが可能であったのも、やはり体育館を利用した自由度の高い構造にある。
こうして設計が行われた市庁舎は2013年（平成25年）9月、事業費増額についての補正予算が可決されたのち着工、翌年4月に本体工事を完了し、5月に開庁式が行われた。この庁舎は、壁がなく部署どうしがゆるやかにつながる配置であり、未来思考のコンセプトのもとで「センター」や「キャンプ」、地域協働スペースといった対話やコミュニケーションを行える箇所を多く確保するなど、部署間や市民との壁を取り払った構造をもっている。また、庁舎新設に伴い、市民になじみの深い課の窓口をまとめてたらい回しを防ぐワンストップサービス の開始や、社会福祉士・精神保健福祉士・看護師からなる氷見市社会福祉協議会職員4人が常駐し、福祉に関する官民共同窓口となる「ふくし相談サポートセンター」の設置、プライバシーに配慮しフロアを通ることなく利用できる6室の個別相談室の設置といった市役所の機能強化も行われた。このほか、空調の関係で中央部分に設置せざるを得なかった設備もホワイトボードなどで囲むことで議論の場として有効活用している。更に駐車場も、校舎の解体によって敷地内に118台分を確保、職員用駐車場も約190台分整備された。

#### 「廃校を活用した市役所」の誕生
こうして誕生した新氷見市庁舎は、机や椅子、ロッカーなどをはじめ、傍聴席等の議場の設備についても以前のものを運搬し利用した甲斐もあり、土地代込みで20億円弱で完成した。これは、同規模庁舎の新築にかかると考えられる費用が50億円以上であることを勘案すれば圧倒的な支出の削減である。そして、この支出についても、前述のとおり事業債の対象となったために土地代を除き実質負担が3割となり、計約8億円に抑えられている。また県立高校ということで土地・施設の所有者であった県側としても、遊休地となっていた土地を売却することで将来の維持費を削減できるうえ、解体費用も庁舎への転用部分には当然かからないなど財政的メリットは互いに大きいものであった。氷見市庁舎は、先に述べたような特徴から、開庁年にSDA賞、照明普及賞、景観広告とやま賞、日経ニューオフィス賞<中部経済産業局長賞> といった賞を受賞、翌年には全建賞<建築部門>、また2016年度のBELCA賞ベストリフォーム部門、優秀ファシリティマネジメント賞と様々な団体から高評価を受けている。
こうした移転・設計の経緯があることから、庁舎の視察・見学を受け入れており、観光客数は移転後2年の時点でのべ5000人となった。氷見市としては、こうした見学を市内観光につなげ、経済活性化の起爆剤となることを狙っている。

## 施設各棟
A棟1F(旧テニスコート)
学校教育課・教育総務課・教育委員会事務局等の教育関連機能と地域協働スペースなどが位置。元々コンクリートの打ちっぱなしで、高さを確保する目的もあり、天井ではなく吸音材の吹き付けが行われている。この手法は同じ制限を抱えたB棟1Fにも施されている。
A棟2F(旧第一体育館体育室)
議場を中心に、議長室や委員会室などの市議会関連施設が位置。
B棟1F(旧トレーニングルーム)
市民生活に関連の深い福祉介護課と子育て支援課及びその関連センターと税務課・市民課を配置し、1つの窓口で対応できるワンストップサービスを提供。また、会計課や監査委員事務局、カンファレンス(個別相談室)も位置。
B棟2F(旧第二体育館体育室)
主に総務部・企画政策部・産業振興部に属する各課および市長室、副市長室が位置し、中央部分に「センター」や「キャンプ」が配置されている。軽量テント幕による船底型の天井を有する。
C棟(旧校舎)
校舎の一部であった3階建ての庁舎で、1階には農業委員会事務局、農林畜産課、建設課などが位置している。2階以降には、施設の耐荷重の関係で災害対策室や市政記者室、また会議室やロッカー室などが配置されている。
D棟(新築)
エレベーターホールや倉庫などが位置。A棟とB棟をつなぐエントランス棟であり、玄関部分には富山県産の木材が使用されている。正面玄関入口横には、氷見の自然や風景をイメージし、オレンジ色、黄色、水色が配色された郵便ポストが設置されている。。このポストは庁舎の計画にも携わったデザイナーの監修によるもので、当初は私設ポストとして設置されたが、取集料として毎月1万円、年間12万円を郵便局に支払うことが税金の無駄遣いだと指摘され、郵便局に無償譲渡された。
E棟(新築)
B棟とC棟を繋ぐ廊下部分であり、1階部分は公用車車庫にもなっている。
F棟(旧格技場)
1971年（昭和46年）築の建物で、庁舎の中では倉庫・資機材庫となっている。
G棟(旧記念会館)
1970年（昭和45年）築の2階建てで、厨房や会議室などとして利用される。

## 今後の展望・課題
旧庁舎跡地の活用案としては、氷見市藤子不二雄Aまんがワールドの一つとなる「氷見まんが広場」が計画されている。一方、もともと市役所が存在していた中心部には商店街があったため、多くの職員を抱える庁舎の移転が商店街に与える影響が心配されている。
また、現庁舎においては、1階にコンビニなどの入居をねらい整備されたスペースがあったものの、民間からの入居者が埋まらず、空きの状態が続いていた。この場所には、2018年（平成30年）5月より複数の福祉事務所による障害者ショップ「コネクトショップタブの木」が入居し、平日11時から13時半まで営業している。一方、庁舎から離れており活用が難しいG棟について、市民活動の拠点となる施設にしてはどうかという案があがり、検討が進められている。

## アクセス
自動車
- 能越自動車道： 氷見ICから3分[78]
- 市民用駐車場は118台分[51]

バス
- 加越能バス「氷見市役所前」停留所そば - 路線は以下の通り[79]。
高岡駅・新高岡駅・氷見駅口経由
  - 守山経由氷見線
  - 新高岡守山経由氷見線
  - 伏木経由氷見線
  - 高岡ふしき病院経由氷見線
  - 仏生寺線

氷見駅前経由
  - ひみ番屋街経由氷見市民病院線
  - 市街地循環（左回り）線
  - 市街地循環（右回り）線

鉄道
- 西日本旅客鉄道（JR西日本）氷見線： 氷見駅から徒歩約30分または自動車で約10分(約2.4km)[79]。